# Hakan Aslantaş
Hakan Aslantaş (sinh ngày 26 tháng 8 năm 1985 ở Nürtingen, Đức) là một cầu thủ bóng đá Thổ Nhĩ Kỳ, hiện thi đấu ở vị trí hậu vệ cho Karabükspor ở Süper Lig.